# Osmunda
Osmunda es un género de helechos de zona templada de la familia de las osmundáceas. Se han descrito de cinco a diez especies.

## Descripción
Tienen frondas completamente dimórficas: fronda estéril verde fotosintéticas y fronda no fotosintética fértil con esporas, y grandes, desnudos esporangios. Debido a la gran masa de esporangios de color dorado que maduran uniformemente al mismo tiempo, adquieren el aspecto de estar en floración, por lo que a este género se le llama "helecho florido".[cita requerida]
Algunas de las especies
- Osmunda asiatica (sin. Osmunda cinnamomea var. asiatica) – helecho canela asiático.
- Osmunda bromeliifolia
- Osmunda cinnamomea – helecho canela (hoy en día se le cambió el género a Osmundastrum cinnamomeum).
- Osmunda claytoniana – helecho de Clayton.
- Osmunda japonica – helecho florido japonés.
- Osmunda regalis – helecho real.

Las larvas de algunos lepidópteros incluyendo a Ectropis crepuscularia se alimentan de estas plantas.
Una de estas especies, Osmunda cinnamomea (helecho canela) forma colonias clonales en humedales. Esos helechos forman macizos de raíces densas, con raíces finas. Esta masa de raíces es un excelente sustrato para muchas plantas epífitas. Y pueden ser cosechadas por su fibra y usadas en horticultura, especialmente para propagar y hacer crecer orquídeas.
El nombre científico del género proviene de palabras del inglés medio y del francés medio, para un tipo de helecho.[cita requerida]